# (38798) 2000 RB54
2000 RB54 (asteroide 38798) é um asteroide da cintura principal. Possui uma excentricidade de 0.00837300 e uma inclinação de 3.21187º.
Este asteroide foi descoberto no dia 1 de setembro de 2000 por LINEAR em Socorro.